# Y Combinator
Y Combinator (YC) es una aceleradora de startups estadounidense, fundada en marzo del 2005. Ha sido usada para lanzar más de 2 mil compañías, incluyendo Stripe, Airbnb, Reddit, Cruise Automation, DoorDash, Coinbase, Instacart, Dropbox y Twitch. En 2017 la revista Fortune  nombró a YC como "un criadero de gigantes tecnológicos emergentes". La evaluación combinada de las compañías más grandes de YC fue más de US$155 mil millones en octubre de 2019. El programa acelerador de la compañía comenzó en Boston y Mountain View (California), se expandió a San Francisco en 2019 y estuvo completamente en línea durante la pandemia COVID-19.

## Historia

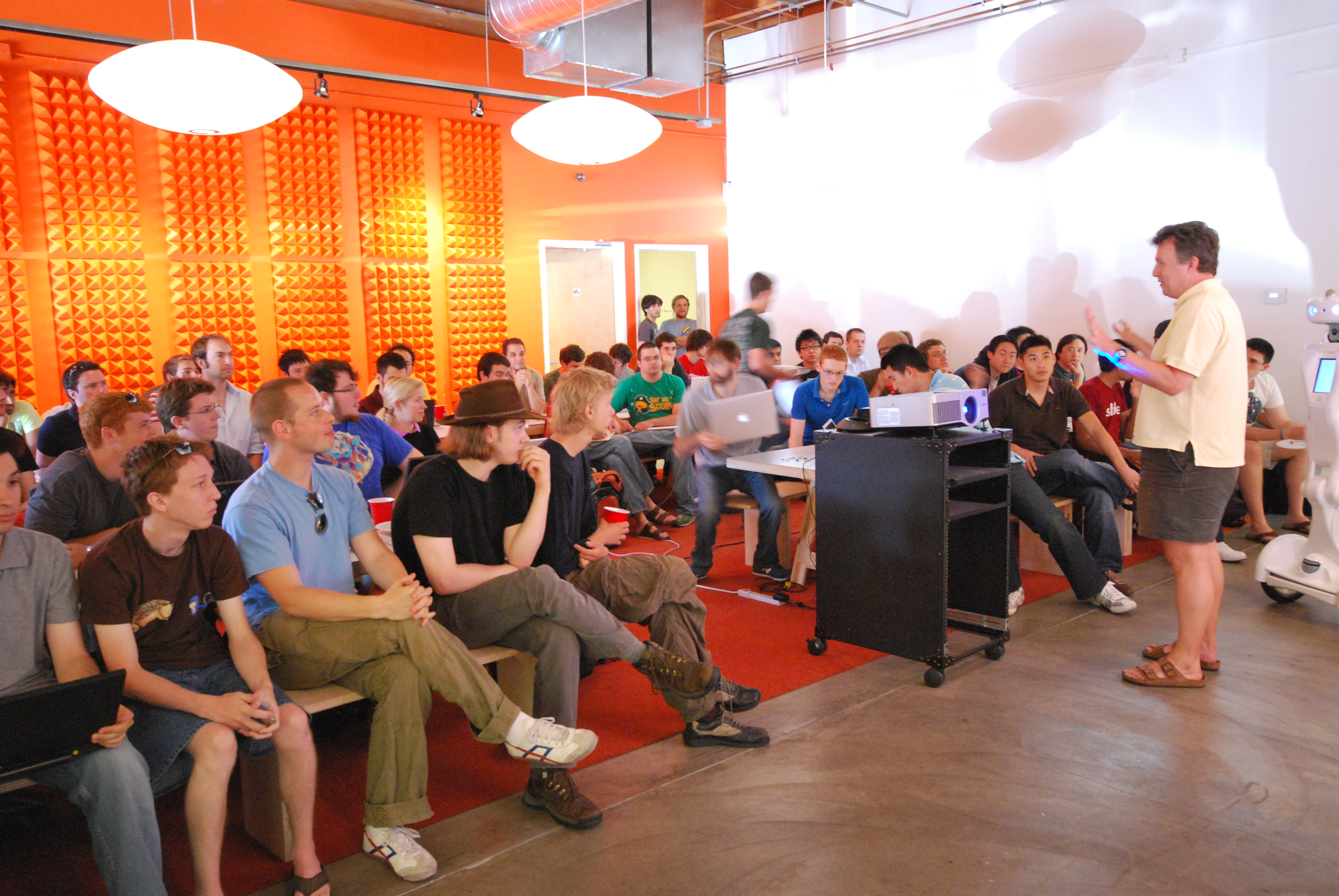
Paul Graham hablando sobre el Prototype Day en Y Combinator Summer 2009

Y Combinator fue fundada el 2005 por Paul Graham, Jessica Livingston, Trevor Blackwell y Robert Tappan Morris. Desde el 2005 al 2008 se realizó un programa en Cambridge, Massachusetts, y otro en Mountain View (California). En cuanto YC creció a 40 inversiones por año, llevar a cabo dos programas se convirtió en demasiado, En enero del 2009, Y Combinator anunció que el programa de Cambridge sería cerrado y todos los futuros programas serían en Silicon Valley.
En 2009, Sequoia Capital lideró la ronda de inversión de US$2 millones en una entidad de YC para permitirles invertir en aproximadamente 60 empresas al año.
El próximo año, Sequioa lideró una ronda de financiamento de US$8.25 millones para YC para incrementar aún más el número de startups que la compañía pudiera financiar.
Entonces, en el 2011, Yuri Milner y SV Angel ofrecieron a cada compañía de YC una inversión en pagarés convertibles de US$150000. La cantidad puesta en cada compañía se cambió a US$80000 cuando se renovó Start Fund.
En septiembre del 2013, Paul Graham anunció que YC financiaría organizaciones sin fines de lucro que fueran aceptadas en el programa después de haber probado el concepto de Watsi.
En 2014, el fundador Paul Graham anunció que se estaba bajando y que Sam Altman sería el presidente de YC. Ese mismo año, Altman anunció "El nuevo trato" para las startups de YC que ofrecía US$150000 con un 7% de capital.
Más tarde en 2014, Sam Altman anunció una asociación con Transcriptic para proveer más soporte para la creciente comunidad de compañías de biotecnología de YC. En 2015, anunció una asociación con Bolt para incrementar el soporte a las compañías de hardware.
El programa de becas de YC fue anunciado en julio del 2015, con la meta de financiar compañías en etapa de idea o prototipo. El primer lote de becas de YC incluyó 32 compañías que recibieron una subvención sin capital en lugar de una inversión.
En enero de 2016, YC anunció la versión 2 del programa de becas, donde las compañías que participen recibirían una inversión de US$20 mil por un participación del 1.5%. La participación accionaria está estructurada como una seguridad convertible que solo se convierte en acciones si una empresa tiene una oferta pública de venta (IPO) o un evento de financiación o adquisición que valúa a la compañía en US$100 millones o más. Las becas de YC duraron poco. En septiembre del 2016, el CEO Sam Altman anunció que el programa de becas se discontinuaría.
El 11 de agosto del 2016, YC anunció que los socios de YC visitarían 11 países para conocer fundadores y aprender más acerca de como podían ser más útiles para comunidades de startups internacionales. Estos 11 países fueron: Nigeria, Dinamarca, Portugal, Suecia, Alemania, Rusia, Argentina, Chile, México, Israel e India.
En septiembre del 2016, YC anunció que el entonces CEO Altman abandonaba Y Combinator para ocupar el rol de presidente de YC group, que incluye a Y Combinator. El exdirector financiero y jefe de operaciones de Twitter Ali Rowghani estaba a cargo del Fonddo de Continuidad de YC cuando comenzó y continúa actuando como CEO de YC Continuity. Michael Seibel, quien cofundó Justin.tv es el nuevo CEO de YC Core, el programa que Paul Buchheit ejecuta desde 2016.
En 2017, YC anunció Startup School un curso en línea que lanza videos públicos y también entrena a nuevas empresas a mayor escala para reemplazar la beca. 1584 startups se graduaron del programa en su primer año.
En 2018, YC anunció un nuevo lote de Startup School. Después de un error en el software, las 15000 startups que aplicaron al programa fueron aceptadas, solo para descubrir unas pocas horas más tarde que habían sido rechazadas. La protesta resultante llevó a YC a cambiar de rumbo nuevamente y finalmente decidió, en un blog oficial, aceptar a las 15000 compañías. Ahora, cada compañía es aceptada para unirse a YC Startup School sin restricciones.
El 20 de mayo de 2019, Sam Altman anunció que daba un paso al costado y que Geoff Ralston tomaría el cargo de presidente de Y Combinator.
El 20 de abril de 2020, Michael Seibel anunció que el S20 (Summer 2020) sería completamente remoto debido a la pandemia del COVID-19. Esto incluye entrevistas, horas de oficina, charlas nocturnas y encuentros.
En enero de 2023, Garry Tan asumió los cargos de presidente y consejero delegado, sucediendo a Geoff Ralston.El liderazgo de Tan marcó la interrupción del fondo de crecimiento YC Continuity. YC trasladó su sede de Mountain View a San Francisco en la primavera de 2023.
En marzo de 2024, Seibel dimitió como consejero delegado.

## Programas
Y Combinator entrevista y selecciona dos o más lotes de compañías por año. Las compañías reciben capital semilla, consejos y conexiones a cambio de un 7% del capital de la empresa. El programa incluye "horas de oficina" donde los fundadores de startups hacen reuniones grupales e individuales. Los fundadores también participan en cenas semanales donde los invitados del ecosistema de Silicon Valley (emprendedores exitosos, capitalistas de riesgo, etc) hablan con los fundadores.